# Matematická fyzika
Matematická fyzika je vědecká disciplína zabývající se aplikací matematiky k řešení fyzikálních problémů a s tím souvisejícímu rozvíjení matematických metod vhodných pro takové aplikace. 
Journal of Mathematical Physics disciplínu definuje jako „aplikování matematiky na problémy ve fyzice a vývoj matematických metod vhodných pro takové aplikace a formulace fyzikálních teorií.“ Přesto však tato definice nepokrývá situace, kde se k prokázání faktů v abstraktní matematice (jež samy nemají s fyzikou nic společného) používají výsledky z fyziky. Tento fenomén získává na důležitosti díky závěrům z výzkumu teorie strun, která nabízí nový pohled na matematiku.
Matematická fyzika je vědecká zainteresovaná disciplína jako “aplikace matematiky k problémům ve fyzice a vývoje matematických metod vhodných k takovým aplikacím a pro formulaci fyzických teorií”.